# 大空位時代
大空位時代（だいくういじだい、ラテン語: Interregnum）は、神聖ローマ帝国で王権が不安定であった時代（空位時代）。期間は1250年、1254年または1256年から1273年まで。この時期にローマ王（ドイツ王）を世襲する有力な家門はなく、権力の真空が生じた。そこで、選帝侯など有力諸侯が帝国の直轄領を蚕食し、帝国の権利の多くを奪った。彼らはライン都市同盟までも分解し、影響力を極端に増した。

## 定義と特徴
「大空位時代」とはローマ王（ドイツ王）の不在を意味する言葉であるが、この時期に決して王が不在であったわけではなく、この言葉は皇帝の空位時期を示す言葉でもない。大空位時代以前にも皇帝にならなかったローマ王はコンラート3世、フィリップなどがいる。大空位時代の終焉はルドルフ1世のローマ王即位に置かれるが、ルドルフは皇帝として戴冠していない。語義的にも「王権」(regnum) を対象としており、「帝権」(Imperium) と「王権」にはこの時期明確な区別が存在した。したがってこの時代の特色は、二重選挙によってローマ王権が著しく衰退したこと、また王位が弱小諸侯もしくは帝国外の人物によって獲得され、ほとんどローマ王不在と同じような状況に陥ったことである。また、ローマ王の選挙権は7人の選帝侯にあるという考えが、大空位時代の時点で確立していたことにも注目される。

## 歴史的展開

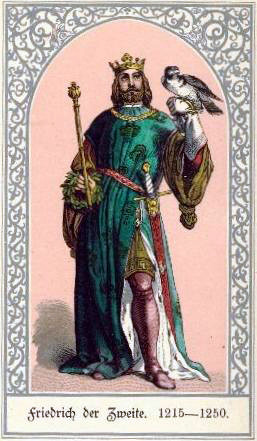
フリードリヒ2世
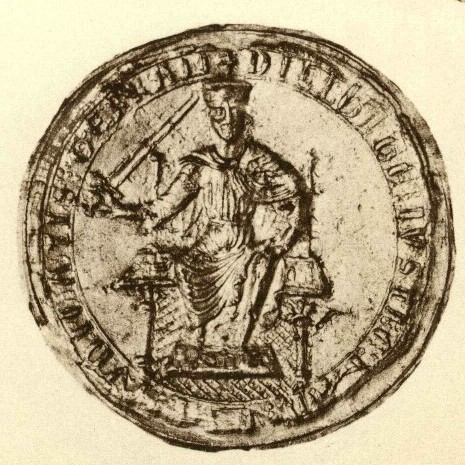
コンラート4世
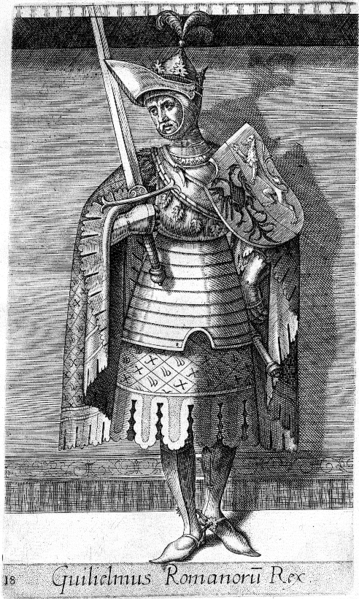
ホラント伯ウィレム2世

ホーエンシュタウフェン朝では、1250年にフリードリヒ2世が死去した後、次男のコンラート4世が後を継いだが、コンラート4世は1254年に在位わずか4年で死去した。コンラート4世の子コンラディン（コッラディーノ）はローマ王位に就けず、継嗣もなかったため、ホーエンシュタウフェン朝は断絶した。
コンラート4世には対立王としてホラント伯ウィレム2世（ヴィルヘルム・フォン・ホラント、在位：1247年 - 1256年）がいたが、コンラート4世の死で対立者がいなくなり、形の上では唯一のローマ王となった。ウィレムは「神聖ローマ帝国」を正式な国号として使用した最初の君主であったが、1256年に遠征の帰路で溺死し、ローマ王位は空になった。

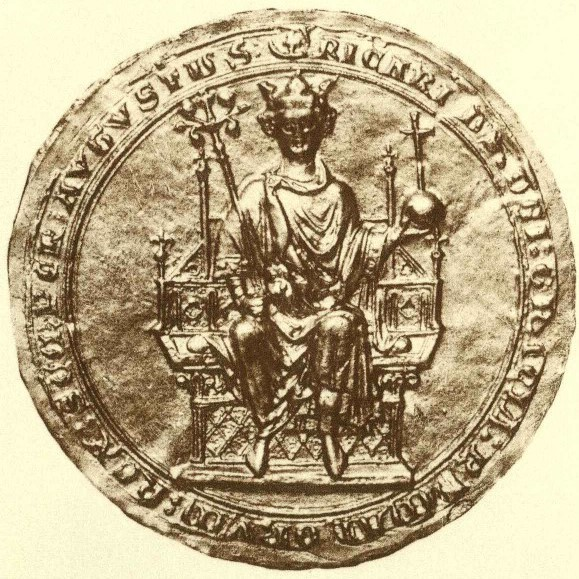
コーンウォール伯リチャード
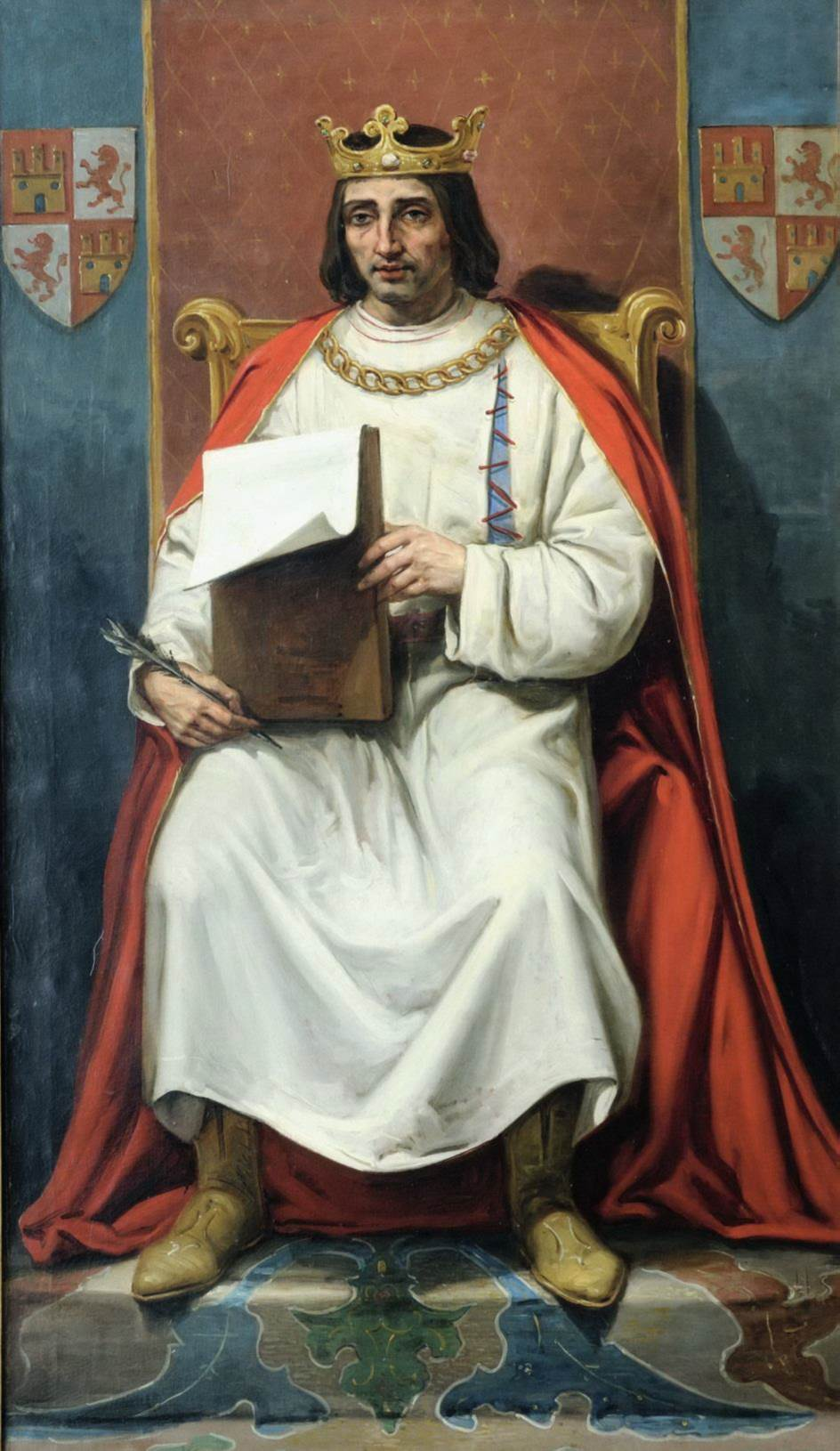
カスティーリャ国王アルフォンソ10世
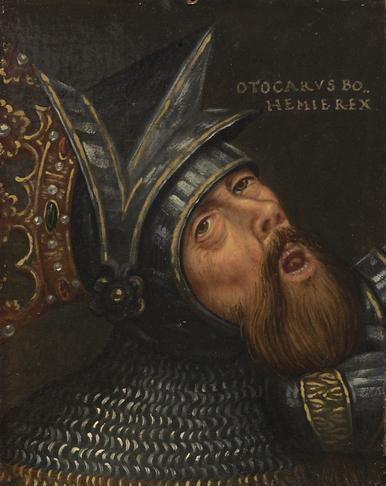
ボヘミア国王オタカル2世
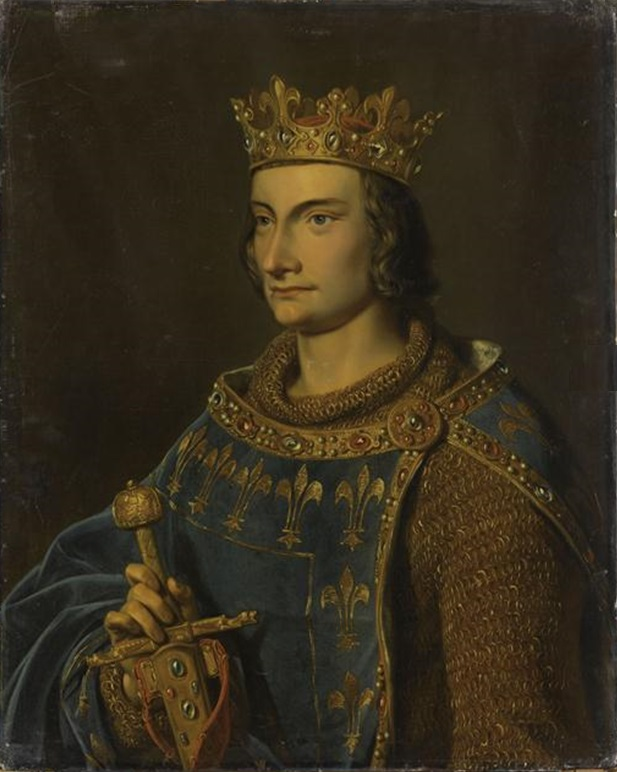
フランス国王フィリップ3世

皇帝不在となった神聖ローマ帝国では、諸侯による複雑な権力闘争が起こる一方、1257年のローマ王選挙で帝国外から2人の次期皇帝候補者が推された。ケルン大司教、マインツ大司教、ライン宮中伯、ボヘミア国王オタカル2世がイングランド王ヘンリー3世の弟コーンウォール伯リチャードを推薦し、リチャードが候補に挙げられた3か月後にトリーア大司教、ザクセン大公、ブランデンブルク辺境伯、支持者を変えたオタカル2世がカスティーリャ国王アルフォンソ10世（賢王）を推薦した。このうちアルフォンソ10世はローマ教皇の強硬な反対と国内事情から国を離れて神聖ローマ帝国に駆けつけることができず、即位はならなかった。リチャードは4度帝国に渡ったが、滞在期間はごく短いものだった。
その後、ボヘミア国王として帝国内で大勢力を誇るオタカル2世（母クニグンデがローマ王フィリップの次女でアルフォンソ10世の従兄）が王位獲得を目指したが、帝国諸侯やローマ教皇はオタカル2世のような強力な君主の出現を望まなかった。しかし長引く空位は帝国内の荒廃を招き、シチリア国王カルロ1世は甥のフランス国王フィリップ3世を帝位につけ、ヨーロッパをフランス勢力でまとめる野望を抱いていた。そのため、諸侯や教皇は1273年、当時としては弱小勢力に過ぎなかったハプスブルク家のルドルフ1世をローマ王として擁立した。これによって大空位時代は終わりを告げた。ただしルドルフ1世はローマで皇帝としての戴冠を受けることはなかった。

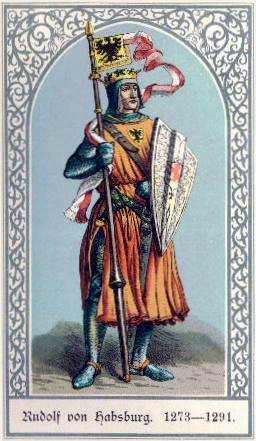
ルドルフ1世
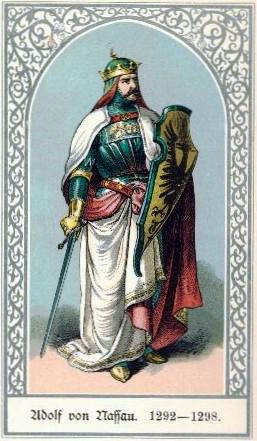
アドルフ
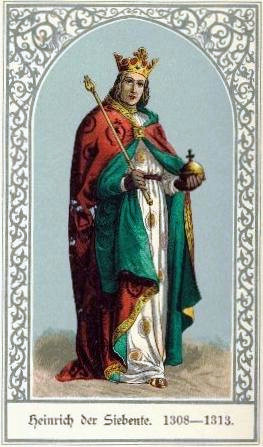
ハインリヒ7世

ルドルフ1世が帝国君主として諸侯から擁立されたのは、ルドルフ1世の祖父・ハプスブルク伯ルドルフ2世がホーエンシュタウフェン家の一族の娘アグネス・フォン・シュタウフェンと結婚していてその血を引いていたこと、フリードリヒ2世とコンラート4世の時代にルドルフ1世が皇帝・ローマ王に忠実に仕えていたのが評価されたためでもあった。しかし、ルドルフ1世は諸侯の思惑に反して優秀な人物であり、1278年にはオタカル2世をマルヒフェルトの戦いで敗死させ、オーストリア公国を獲得するなどして勢力を伸張させるとともに、帝国の安定化に努めた。
ただし、これによってハプスブルク家が帝位を独占することにはならず、ナッサウ家のアドルフ、ルクセンブルク家のハインリヒ7世といったその時点での弱小勢力の君主擁立というパターンがなおも続いた。

## 関連文献
- ハンス・K・シュルツェ著、五十嵐修ほか訳『西欧中世史事典Ⅱ』ミネルヴァ書房、2003年